# Goddess
Goddess è un romanzo di Josephine Angelini ed è il terzo ed ultimo capitolo della trilogia chiamata The Awakening Series.

## Trama
Ares è riuscito nell'intento di far diventare Lucas, Helen ed Orion fratelli di sangue, motivo per cui ora gli dei sono liberi di vagare sulla terra.
Adesso che la profezia è quasi compiuta tutti i discendenti si riuniscono per eliminare il tiranno, che sembrerebbe essere Orion.
In preda alla disperazione dovuta dall'idea di perdere anche il suo secondo amore, Helen farà di tutto per evitare che questo accada, aiutata come sempre da Lucas che nonostante tutto la ama più della sua stessa vita.

## Personaggi
- Helen Hamilton, la protagonista femminile. Discendente. Esteticamente uguale ad Elena di troia, ha il potere di volare e lanciare fulmini. Inoltre ha la capacità di muoversi negli inferi. Dopo aver scambiato il suo sangue con Lucas ed Orion adesso Helen è anche in grado di scatenare terremoti, controllare il mare, creare un campo magnetico, leggere nel cuore delle persone, controllare i loro sentimenti, ed essere una svelatrice. Inoltre può creare un mondo a suo piacimento.
- Lucas Delos, il protagonista maschile. Discendente. Esteticamente uguale a Poseidone, è in grado di volare, ed è uno svelatore ed un maestro delle ombre.
- Cassandra Delos, sorella minore di Lucas. Discendente. È l'oracolo delle parche.
- Hector Delos, il cugino maggiore di Lucas. Discendente. Esteticamente identico ad Apollo, è un guerriero abilissimo.
- Ariadne Delos, sorella minore di Hector, gemella di Jason. Discendente. È una guaritrice e ha una relazione con Matt.
- Jason Delos, fratello gemello di Ariadne.	Discendente. È un guaritore.
- Claire, la migliore amica di Helen. Umana. È giapponese ed ha una storia con Jason.
- Matt, il migliore amico di Helen. Non è propriamente umano in quanto diventa la reincarnazione di Achille.
- Orion, esteticamente uguale ad Adone e ad Ade. Discendente. Ha il potere di leggere nel cuore delle persone e manipolare i loro sentimenti, oltre che quello di scatenare terremoti.